# غوردون باتريك (عسكري)
غوردون باتريك (بالإنجليزية: Gordon Patrick) هو عسكري نيوزيلندي، ولد في 13 يونيو 1914 في Mount Eden ‏ في نيوزيلندا، وتوفي في 19 مارس 2014 في Pakuranga ‏ في نيوزيلندا.